# Eroten

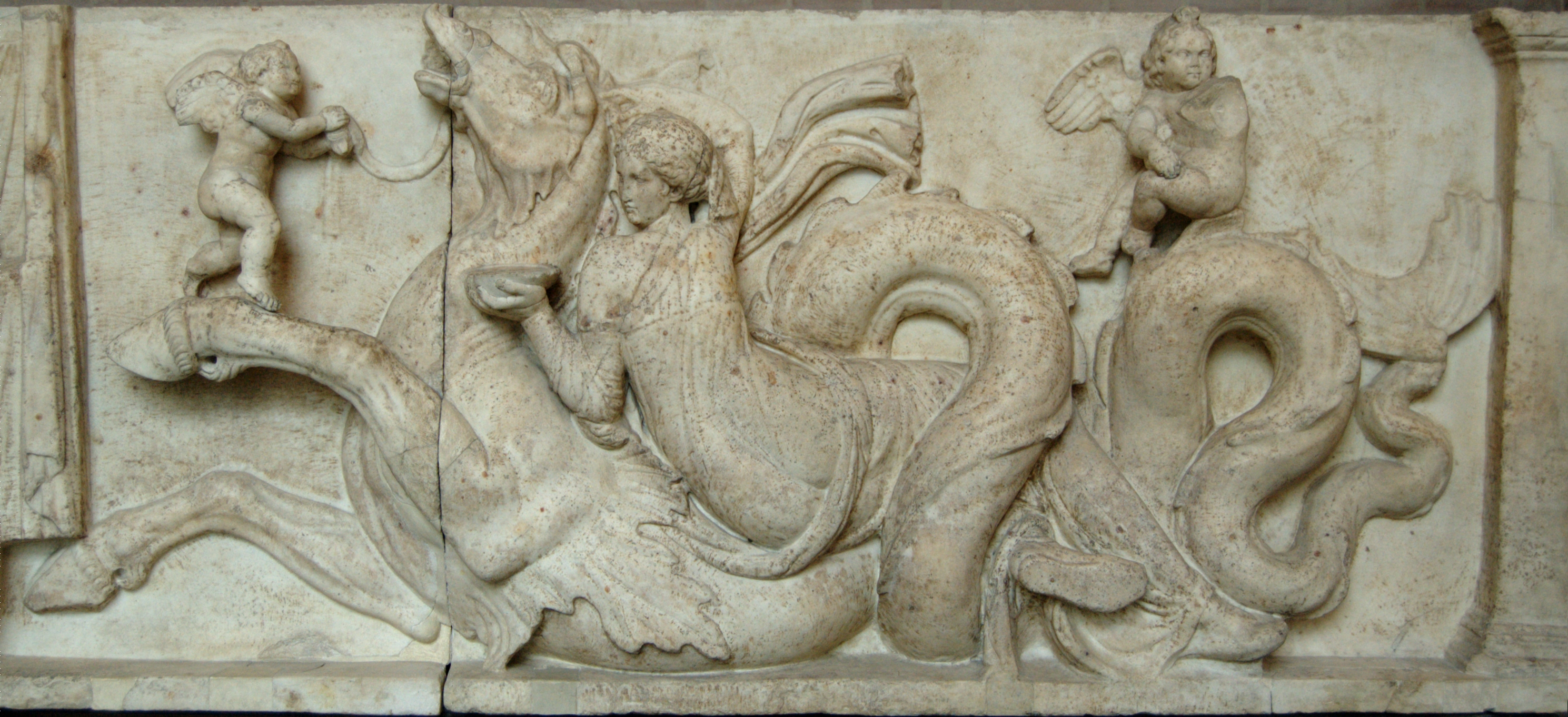
Eroten auf einem Relieffries des 2. Jahrhunderts v. Chr.

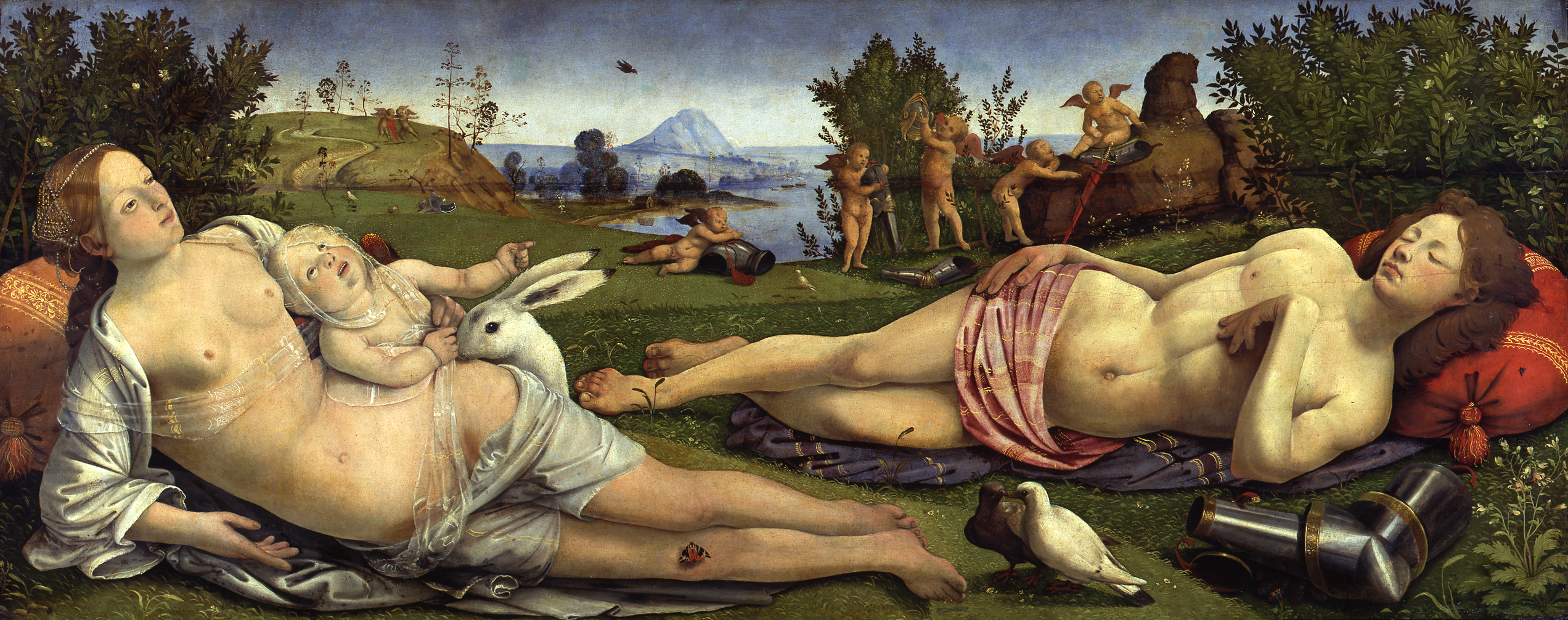
Piero di Cosimo: Venus mit Eros und Mars, im Hintergrund spielende Eroten

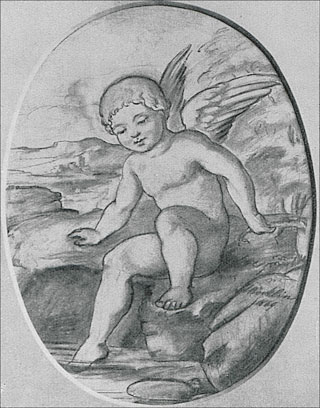
Arnold Böcklin: Amor am Weiher (1869)

Als Eroten bezeichnet man in der Archäologie Mehrfachdarstellungen des Liebesgottes Eros als Dekoration oder Ornament an Schalen oder Gefäßen. Analog zu Amor, der römischen Entsprechung des Eros, spricht man bei römischen Kunstwerken auch von Amoretten oder Amorinen.
Als Bild für die himmlische Liebe tauchen die nackten Jungen anfänglich auch in der christlichen Kunst noch auf, so zum Beispiel als Menschenfischer in den Mosaiken von Aquileia, als spielende und musizierende Eroten zwischen Eros und Psyche auf einem Sarkophag im Museo Nazionale Romano oder als Traubenpflücker auf dem Sarg der Helena in den Vatikanischen Museen.
Als weiteres Beispiel frühchristlicher Darstellung ist der Noah-Sarkophag in Trier zu nennen, bei dem Noah, der gerade die zurückkehrende Taube begrüßt, von zwei Blumengirlanden flechtenden Eroten flankiert wird. (Rheinisches Landesmuseum Trier)
Im Barock kehren sie als allgegenwärtige Putten wieder.